# Automobilístico Esporte Clube
Automobilístico Esporte Clube foi uma agremiação esportiva brasileira, sediada em Brasília, no Distrito Federal.

## História
O clube disputou o Campeonato Brasiliense de 1969.
Buscando movimentar o futebol candango e considerando que os clubes e entidades brasilienses passavam por dificuldades financeiras foi instituído o torneio "Taça Brasília". Esse foi o maior campeonato de futebol da história do Distrito Federal.
Participaram da edição de 1969 vinte e quatro clubes que foram divididos para disputas entre dois grupos, A e B. No segundo turno restaram doze clubes: os seis primeiros colocados de cada grupo.
O Automobilístico Esporte Clube fez parte do grupo B, sendo classificado em sexto lugar entre treze clubes do seu grupo.
Na classificação final o clube ficou em 11° lugar, à frente do Taguatinga, o último colocado.
O campeão do Taça Brasília de 1969 foi o Coenge e o vice campeão, o Grêmio.

## Estatísticas

### Participações
| Competição                | Competição             | Temporadas | Melhor campanha     | Estreia | Última | P | R |
| Distrito Federal (Brasil) | Campeonato Brasiliense | 1          | Desconhecido (1969) | 1969    | 1969   | – | – |